# Orfej in Evridika
Orfej in Evridika je mitološka zgodba o slavnem grškem pevcu Orfeju in njegovi ženi Evridiki.

## Mitološka različica

### Orfej in Evridika
Orfej, največji grški mitični pevec, je bil po najbolj razširjeni različici mita sin tračanskega kralja Eagra in muze Kaliope, najstarejše in najpametnejše izmed vseh muz. Po drugi različici je bil sin Apolona, boga Sonca, in Selene, boginje Lune, kar bi lahko pojasnilo njegovo božansko naravo. Poročil se je z lepo najado Evridiko, ki jo je imel zelo rad. Nekoč jo je ugriznila kača in Evridika je umrla. Orfej pa njene smrti ni prenesel in je sklenil, da gre ponjo k Hadu, ki je z ženo Perzefono vladal podzemlju. Ganil ju je s svojo glasbo, tako da sta mu Evridiko vrnila pod pogojem, da je na poti iz podzemlja ne bo pogledal. Ko je Orfej že ugledal sončno svetlobo, Evridika, ki je stopala za njim, pa še ni izstopila iz podzemlja, se je spozabil, se obrnil proti njej in jo izgubil za vedno.
Pevec je zaman poskušal spet prečkati reko v podzemlje in tako sedem dni presedel pri stigijskem bregu. Nato se je umaknil v planine Balkana, kjer je igral le še žalostne pesmi. Kot je zapisano v povzetku ene izmed izgubljenih Ajshilov iger, je Orfej tam častil Apolona in preziral čaščenje drugih bogov, v Ovidijevih Metamorfozah pa je omenjeno, da je od takrat naprej zavračal ženske in užival samo še ljubezen lepih mladeničev. Po Ovidiju je Orfej v Trakijo prinesel pederastično prakso, ki je bila skupna celotnemu starogrškemu svetu.

### Orfejeva smrt
Orfeja so nekoč, ko je bil na poti v Apolonovo svetišče, raztrgale razjarjene bakhantke, privrženke kulta boga Dioniza, boga Zemlje, plodnosti, nebrzdane strasti in norosti ter vina, ki je bil nasprotje bogu Apolonu, bogu Sonca, razuma, umetnosti, poezije, medicine in reda. Za Orfejem je žalovalo vse živo in neživo, ki je poslušalo njegove pesmi. Reka je s seboj odnesla Orfejevo liro in glavo, ki so ju valovi naplavili na otoku Lesbos, zato naj bi tam ptice še danes pele najlepše. Zevs je v spomin na mogočnega pevca Orfejevo liro postavil na nebesni svod.
Po Ovidijevi različici naj bi Bakh traške bakhantke kaznoval tako, da jih je spremenil v drevesa.

## Orfejski mit
Orfejski mit (tudi orfejski motiv) je motiv potovanja v onostranstvo. Ime nosi po antičnem junaku Orfeju, ki se je napotil v Had po svojo ženo. Tak motiv se v literaturi pojavi že v Epu o Gilgamešu, kjer Gilgameš pojde v onostranstvu k nesmrtnemu Utnapištimu. Orfejski mit je prisoten tudi v Homerjevi Odiseji, kjer Odisej po nasvetu čarovnice Kirke obišče podzemlje, najti pa ga je mogoče tudi v staroindijskih Vedah, kjer junak Načiketas pojde v carstvo smrti k bogu Jami.

## Umetniške upodobitve
Prva dramska upodobitev mita o Orfeju in Evridiki je Ajshilova drama Basaride, od katere so ostali le fragmenti. Orfej in Evridika se pojavita tudi v četrti knjigi Vergilijeve Georgike. Tukaj pa Vergilij vpelje še lik Aristaja, zaščitnika čred in sadovnjakov, ki je s poskusom posilstva pahnil Evridiko v smrt. Najznamenitejšo mitološko različico, ki v ospredje postavi ljubezen med pevcem in nimfo, pa je zapisal rimski pesnik Publij Ovidij Naso v svojih Metamorfozah in zato iz svoje pripovedi izvzel Aristajev lik.
V srednjem veku so Orfeja večkrat upodobili s Kristusom (npr. v katakombah), saj so verjeli, da Orfej napoveduje Kristusov prihod. Po Boetiju so Evridiko povezovali z nečisto in grešno Evo. Nekateri pisci so celo v Aristaju videli krepost, od katere je Evridika bežala in je bila zato tudi kaznovana tako, da jo je ugriznila kača.
V renesansi pa je Evridika dobila novo podobo – postala je Orfejeva vodnica na poti proti večnosti. Enačili so jo namreč z božjo dušo. Tako je Marsilio Ficino ustvaril lik Orfeja, ki se je po drugi Evridikini izgubi odrekel ljubezni do ženske in se posvetil ljubezni do Boga (gr. agape, lat. caritas).
Pedro Calderon de la Barca je v svoji drami El devino Orfeo predstavil Aristaja kot utelešenje hudiča, Evridika, Kristusova nevesta, pa je postala objekt Satanovega zapeljevanja. Avtor je s tem ustvaril konflikt med Orfejem in Aristajem - med dobrim in zlim. Edmund Spenser pa je v svoji pesnitvi The Ruines of Time Evridiko označil kot deviško nevesto, ki se z Orfejem združi v nebesih.
Rainer Maria Rilke, eden najpomembnejših lirikov v nemškem prostoru, je svoj cikel 55 sonetov iz leta 1922 naslovil Soneti Orfeju, leta 1911 pa je Guillaume Apollinaire izdal delo z naslovom Bestiaire ou Le cortège d'Orphée.
Orfej in Evridika sta prisotna tudi v drami Orfej iz leta 1926. Gre za delo francoskega pisca Jeana Cocteauja, ki je na Orfejevo temo posnel tudi film (1949), del triologije: Orphee, Le testament d'Orphee in Le Sang d'un Poete.
V slovenskem ljudskem izročilu pa legendarnega pevca, ki obvlada celo podzemske sile, srečamo v narodni pesmi Godec pred peklom. Orfeja v Sonetnem vencu omenja tudi največji slovenski pesnik France Prešeren. Orfej v pesmi predstavlja pesnika, ki bi zedinil Slovence in zbujal narodni ponos.
Motiv pevca in nimfe je prevzel tudi slovenski pesnik Anton Vodnik, ki je napisal pesem Orfej in Evridika. Gre za t. i. predmetno pesem, ki skozi motiv določenega umetniškega predmeta (v tem primeru gre za grški relief) odseva pesnikovo lirsko doživetje.

### Orfej in Evridika v operi
Mit o Orfeju in Evridiki je na koncu 16. in začetku 17. stoletja zaživel v prvih treh operah, in sicer v Evridiki Jacopa Perija (1600), Evridiki Giulia Caccinija (1600) in Orfeju Claudia Monteverdija (1607). Opera Orfej in Evridika je tudi eno najprepoznavnejših del nemškega skladatelja Christopha Willibalda Glucka, motiv nimfe in pevca pa je prevzel tudi avstrijski skladatelj Franz Joseph Haydn v svojem delu L'anima del Filosofo oziroma Orfej in Evridika (1791).

### Orfej in Evridika v slikarstvu in kiparstvu
Mit o Orfeju in Evridiki je bil priljubljen že v antiki. Poleg uprizoritve Orfeja, ki igraje na liro skuša pridobiti ljubljeno ženo, so mnogi upodobili tudi Evridiko in Orfeja na poti iz podzemlja, in sicer najpogosteje v trenutku, ko se slednji ozre za nimfo. Take podobe so krasile antične vaze, stene, bile so vklesane v kamen ipd. V začetku 4. stoletja pr. n. št. so nastale tudi mnoge vazne poslikave z Orfejevim begom pred pobesnelimi bakhantkami.
Trenutek, ko Evridiko ugrizne kača, je ujel firenški slikar Jacopo di Arcangelo (Sellaio) okrog leta 1480. Trenutek pred Orfejevo smrtjo pa je na sliki Der Tod des Orpheus upodobil Albrecht Dürer leta 1494. Na sliki je zapisano 'Oprheus, der erst puseran' oz. 'Orfej, prvi pederast'.
Marcantonio Raimondi je okrog leta 1510 vgraviral podobo Orfeja, ki pelje Evridiko iz podzemlja. Isti motiv so upodobili tudi številni drugi slikarji, kot so: Domenico Campagnola, Alessandro Varotari (Padovanino), Jacopo Vignali, Jean Raoux, Jean Baptiste Camille Corot, Federico Cervelli, sloviti Peter Paul Rubens in Giovanni Battista Tiepolo, ki je s podobo Orfeja in Evridike poslikal strop beneške palače Palazzo Sandi.
Na platno so motiv Orfeja v podzemlju prenesli: Jan Brueghel (1594), Belgijec Frans Francken II. (ok. 1600-1605), Francoz Jean Restout (1763) idr. S fresko Orfeja pred Hadom in Perzefono pa sta italijanska slikarja Anselmo Guazzi in Agostino da Mozzanega okrasila t. i. Ovidijevo sobo v podeželskem dvorcu Palazzo Te v Mantovi.
Vergilijevi različici mita je sledil Italijan Niccolò dell’Abate, ki je okrog leta 1570 naslikal Evridiko v begu pred Aristajem. Andre Corneille Lens pa je okrog leta 1770 upodobil Evridiko, ki jo putti spremljajo v podzemlje. Orfeja in Evridiko sta naslikala tudi Francoz Nicolas Poussin in lord Frederick Leighton. John William Waterhouse pa je v začetku 20. stoletja na platnu upodobil nimfe, ki so odkrile Orfejevo glavo.
Veliki italijanski kiparski mojster Antonio Canova je leta 1776 izdelal skulpturo Orfeja in Evridike, prav tako je bronasti kip pevca in njegove žene izoblikoval Jacques Zwobad. Isti motiv je uporabil tudi francoski kipar Auguste Rodin. Leta 1967 pa je slovenski kipar Bojan Kunaver v Ljubljani razstavil svoji skulpturi Evridika ter Orfej in Evridika.

## Zanimivosti

### Ozvezdje Lira
Liro naj bi iznašel grški bog Hermes (rim. Merkur), zaščitnik popotnikov in trgovcev. Na želvino lupino naj bi napel 7 do 9 strun ter glasbilo podaril Apolonu. Ta pa je liro posredoval svojemu sinu Orfeju, ki je postal izvrsten glasbenik in je s svojim igranjem ganil celo vladarja podzemlja - Hada in njegovo ženo Perzefono. Stari Grki so verjeli, da je po Orfejevi tragični smrti bog Zevs pevčevo liro spremenil v ozvezdje.

### Pevski zborOrfej in Euridika
Imena starogrških junakov nosita tudi zbora medvoške šole, in sicer otroški pevski zbor Orfej in mladinski zbor Euridika. Po antičnem pevcu Orfeju pa se imenuje tudi priznani slovenski Komorni zbor Orfej iz Ljutomera.

### Dva Orfeja
Grški zgodovinar Herodot je menil, da sta obstajala dva različna Orfeja. En Orfej naj bi potoval z Argonavti, da bi pomagal Jazonu v boju s sirenami, drugi pa naj bi bil tisti Orfej, ki so ga ljudje poznali kot izvrstnega glasbenika.

### Orfejev spomenik na Ptuju
Ptujski Slovenski trg krasi petmetrski monolit iz pohorskega marmorja. Gre za največji spomenik odkrit v rimski provinci Zgornji Panoniji, postavljen Marku Valeriju Veru, županu Poetovione v drugem stoletju. Na osrednjem reliefu je upodobljen Orfej, ki v žalosti za umrlo Evridiko igra na liro. Od tod izhaja tudi samo ime spomenika.